# Bruce Johnston
Bruce Arthur Johnston, né Benjamin Baldwin le 27 juin 1942 à Peoria (Illinois), est un musicien américain. Il est connu pour être chanteur, bassiste et claviériste dans le groupe The Beach Boys.

## Biographie
Bruce Johnston est adopté par William et Irene Johnston, originaires de Chicago, et grandit dans l’ouest de Los Angeles, à Brentwood et à Bel-Air. Son père adoptif a été président de la Owl Rexall Drug Company à Los Angeles après avoir déménagé de Walgreens à Chicago. Johnston fréquenta la Bel Air Town and Country School, une école privée (rebaptisée plus tard John Thomas Dye School) à Los Angeles et étudia le piano classique dans ses premières années. Johnston a été formé au Interlochen Arts Camp dans sa jeunesse.
Il commence sa carrière en duo avec Terry Melcher (le fils de l’actrice et chanteuse Doris Day et plus tard le producteur des disques Byrds) sous le nom de Bruce and Terry. En 1963, ils commencent à enregistrer ensemble plusieurs chansons de surf-rock dont les singles Don't Run Away, Here I Stand qui avait atteint le no 51 au début de 1963, et leur plus gros succès, Hey Little Cobra en 1964. La chanson a été la première chanson de surf-rock écrite par un duo atteignant le numéro 4 sur les charts pop américains.
Il rejoint par la suite les Beach Boys le 9 avril 1965 après que Glen Campbell ait décidé de réaliser une carrière solo. Le premier morceau enregistré avec Bruce Johnston fut California Girls. Il est à l'origine de la composition de plusieurs succès du groupe notamment The Nearest Faraway Place (1969), Deirdre (1970), Tears in the Morning (1970) et Disney Girls (1971).
Il quitta le groupe en février 1972, avant de le retrouver en 1979. Il produit ensuite le L.A. (Light Album) (1979) et Keepin' the Summer Alive (1980).
Il participe vocalement à l'opéra-rock The Wall de Pink Floyd.

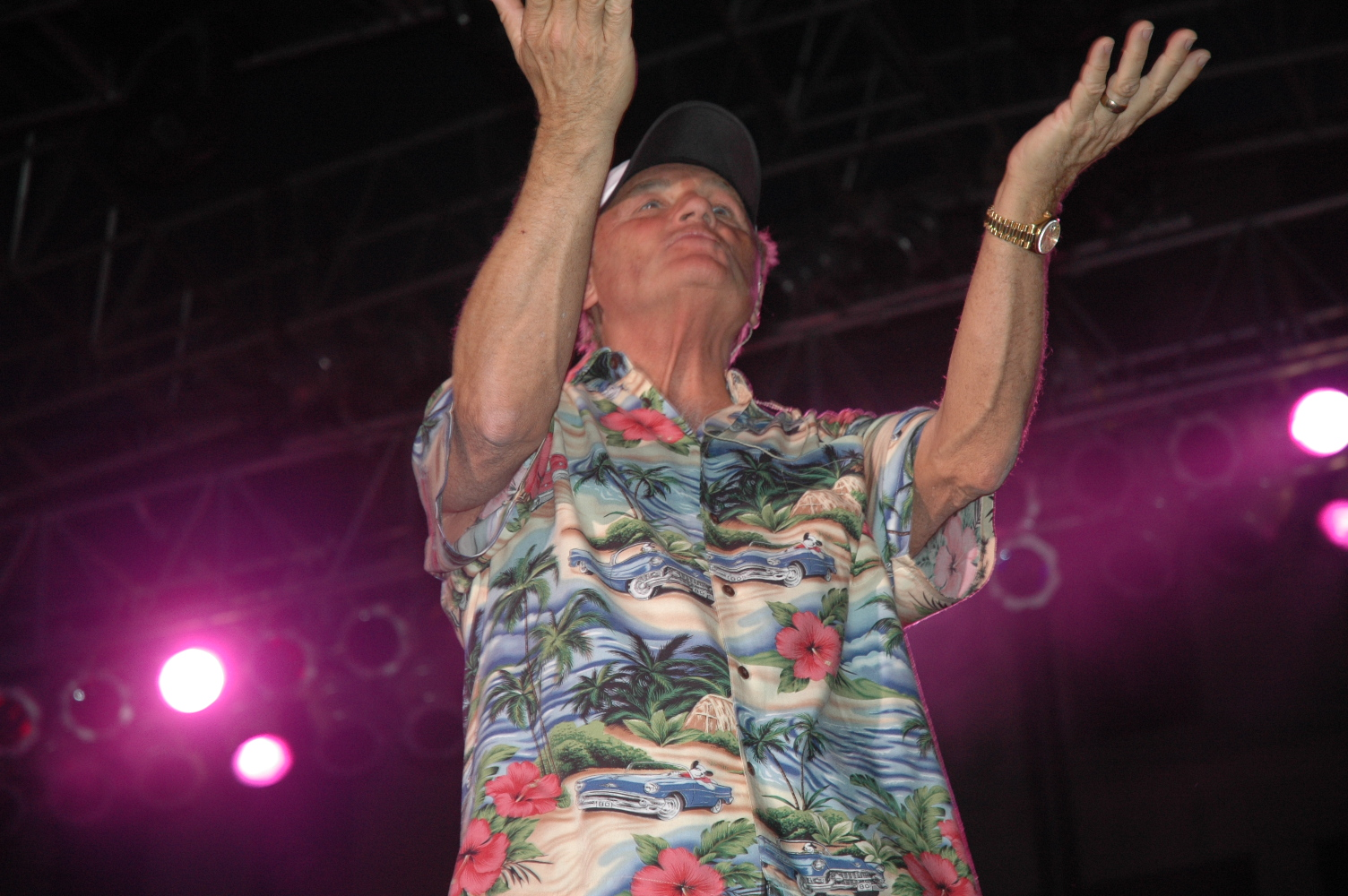
Bruce Johnston en concert en 2006.

En 1975, il remporte un Grammy Award pour sa chanson I Write the Songs (en).